# Hans van Bentum
Hans van Bentum (Gymnich, 28 november 1947 – Tegelen, 24 juli 2005) was een Nederlands profvoetballer die doorgaans als midvoor speelde.

## Loopbaan
Van Bentum debuteerde in 1965 op 17-jarige leeftijd in het eerste elftal van SC Irene dat destijds op het hoogste Nederlandse amateurniveau acteerde. In zijn debuutjaar eindigde hij met 20 doelpunten als tweede achter Gerard Désar in de topscorerslijst van de Eerste klasse. In juni 1966 werd de talentvolle jeugdinternational vastgelegd door PSV. Daar maakte hij onder trainer Milan Nikolić op 30 april 1967 voor het eerst zijn opwachting in de hoofdmacht tijdens een met 1-4 gewonnen uitwedstrijd bij FC Twente. Als invaller voor Jan van Dorst scoorde de 19-jarige spits twee doelpunten bij zijn competitiedebuut. Het daaropvolgende seizoen kwam hij nog een keer in actie tijdens een met 1-2 verloren thuiswedstrijd Go Ahead, maar na het ontslag van Nikolić deed diens opvolger Wim Blokland geen beroep meer op hem. In 1968 keerde Van Bentum terug naar de amateurs. Na een seizoen bij SC Irene maakte de Tegelenaar nog een tweejarig uitstapje naar RFC Roermond alvorens hij in 1971 weer op het oude nest terugkeerde. Hij sloot zijn spelersloopbaan af bij de plaatselijke rivaal Tiglieja. Van Bentum overleed in 2005 op 57-jarige leeftijd.

## Profstatistieken
| Seizoen | Club   | Competitie | Competitie | Competitie | Beker | Beker | Continentaal | Continentaal | Totaal | Totaal |
| Seizoen | Club   | Competitie | Wed.       | Dlp.       | Wed.  | Dlp.  | Wed.         | Dlp.         | Wed.   | Dlp.   |
| ------- | ------ | ---------- | ---------- | ---------- | ----- | ----- | ------------ | ------------ | ------ | ------ |
| 1966/67 | PSV    | Eredivisie | 1          | 2          | 0     | 0     | —            | —            | 1      | 2      |
| 1967/68 | PSV    | Eredivisie | 1          | 0          | 0     | 0     | —            | —            | 1      | 0      |
| Totaal  | Totaal | Totaal     | 2          | 2          | 0     | 0     | 0            | 0            | 2      | 2      |